# Horizont (Österreich)
Horizont  ist eine Fachzeitschrift der österreichischen Werbeindustrie und erscheint zweiwöchentlich als Printausgabe im Manstein Verlag und als E-Paper. Themenschwerpunkte sind Werbung, Werbewirtschaft, Marketing, Medien und Unternehmenskommunikation. Gegründet wurde das Magazin von Hans-Jörgen Manstein. Events wie die Österreichischen Medientage folgen dem Plattformgedanken, flankiert von themenspezifischen Veranstaltungen wie dem HORIZONT Austria Werbewirkungsgipfel oder dem HORIZONT MarTech Day.

## Belege
1. ↑  HORIZONT: Impressum. Abgerufen am 6. März 2018.
2. ↑  HORIZONT: Über uns. Abgerufen am 6. März 2018.
3. ↑  HORIZONT: Über uns. Abgerufen am 6. März 2018.